# アイアーシャーレ
アイアーシャーレ (Die Eierschale) は、ドイツ・ベルリンのダーレム地区（シュテーグリッツ＝ツェーレンドルフ区）のレストラン、伝統あるジャズクラブである。店名は「卵の殻」の意。地下鉄（Uバーン）のポドビエルスキアレー駅至近で、建物は元の立派な邸宅である。
同じ名前、もしくは「アイアーシャーレ2」という名の居酒屋が、1980年代にクーアフュルステンダムのランケ通りの角、カイザー・ヴィルヘルム記念教会の隣にあった。
東ドイツで平和的な政治変革が起きた後、居酒屋ツェンナーという伝統的なスタイルの居酒屋がトレプトウ公園に開店した。これは以前「アイアーシャーレ3」と言われていたこともあるが、今日では「アイアーシャーレ・ツェンナー (Eierschale Zenner)」と改名している。

## 歴史
アイアーシャーレは、元々はトランペット奏者で『シュプレー・シティ・ストンパーズ  (Spree City Stompers)』のハーヴェ・シュナイダーによって始められたものである。
1952年から1953年にかけて戦後、廃墟となっていたシェーネベルク市庁舎の地下室で、「船室」(Kajüte) という名のジャズクラブを始めた。
ところが当局が倒壊の危険のため地下室を閉鎖するにあたり、酒場は1958年にブライテンバッハ広場に移転し、そこで「アイアーシャーレ」と改名することになった。
ルイ・アームストロングやデューク・エリントンやエラ・フィッツジェラルドのようなジャズの大物たちが、このクラブを訪問して出演した。
1960年代の末にシュナイダーはアイアーシャーレを売却し、また家賃の高騰により1977年にダーレム地区に移転した。2000年12月、ダーレムの店は閉店。2005年10月、店はジャズクラブから飲食店に営業形態を変更することを告知。 
2008年6月1日、アイアーシャーレが再開した。店ではジャズバンドと並んで、ソウル、ポップミュージック、ディスコ、ファンクなど1970年代から1980年代の音楽もレパートリーにする「ビーストとジェントル  (Beast and Gentle)」のようなショーバンドも出演するようになった。